# HJ-8
HJ-8 ili Hongjian-8 (kin. 红箭-8; hrv. Crvena strijela-8) je kineski antitenkovski projektil druge generacije. Riječ je o žičano navođenom i optički praćenom projektilu koji je krajem 1980-ih uveden u operativnu uporabu kineske Narodnooslobodilačke vojske kao primarnog korisnika. Pakistan na temelju licence proizvodi vlastite inačice pod nazivom Baktar-Shikan koji je u stanju probiti eksplozivno-reaktivni oklop.

## Razvoj
1970. kineske oružane snage su predložile razvoj antitenkovskog projektila koji bi zamijenio postojeći HJ-73 (kopija Maljutke), te je označen kao AFT-8 ili HJ-8. Projektil su zajedno razvijali Istraživački institut 203 i Tvornica br. 282 ali je program prekinut zbog političkih previranja u zemlji.
Wang Xingzhi (kin. 王兴治) i Zhao Jiazheng (kin. 赵家铮) su bili ključni dizajneri koji su dizajnirali sam projektil. Sam razvoj je trajao čak sredine 1980-ih, nakon završetka Kulturne revolucije. Izdavanjem državnog certifikata, HJ-8 je 1984. ušao u masovnu proizvodnju. Od tada je razvijen niz nadograđenih inačica. Projektile je proizvodila domaća industrija oružja Norinco i to u Tvornici br. 282 i Tvornici br. 5618. Izvan Kine, HJ-8 se pod nazivom Baktar-Shikan proizvodio u Pakistanu (Istraživački laboratorij Kahuta).

## Dizajn
Antitenkovski projektili iz serije HJ-8 mogu se smatrati kineskim ekvivalentom američkog BGM-71 TOW i francusko-njemačkih MILAN / Euromissile HOT projektila. HJ-8 se lansira iz cijevi, optički je praćen a navođen pomoću žice. Ispaljuje rakete s HEAT bojnom glavom.
Mnogi stručnjaci vjeruju da je HJ-8 kombinacija triju zapadnih antitenkovskih sustava koji su nabavljeni od zemalja Bliskog istoka i Azije te su detaljno pregledani, kopirani i modificirani. Tako je s BGM-71 TOW preuzet tronožac, s MILAN-a kontrolna jedinica za traženje mete a sa Swingfirea sam projektil.
Postoje brojni poboljšani modeli izvornog HJ-8 a svaki je bolji u odnosu na prethodnika. Model HJ-8E je ušao u službu sredinom 1990-ih. Projektil s te inačice je težak 24,5 kg, ima domet do 4.000 metara te može probiti eksplozivno-reaktivni oklop. Posljednja inačica je HJ-8H.
Dizajniran da bude podjednako pouzdan i točan, HJ-8 je standardno antitenkovsko naoružanje na helikopterima WZ-9, Mi-17 i Aérospatiale Gazelle kineske vojske. Može se postavljati i na tenkove, oklopna vozila i dr.

## Inačice
- HJ-8: izvorna inačica za koju se tvrdilo da ima 90%-tnu vjerojatnost uništenja neprijateljskog tenka.[7]
- HJ-8A: prva nadograđena inačica HJ-8 s većom snagom penetracije i dometom od 4 km.
- HJ-8B: specifično dizajnirani model HJ-8 namijenjen helikopterima s većom penetracijskom snagom i dometom od 5,3 km.
- HJ-8C: posebna inačica s tandemskim punjenjem koja može probiti eksplozivno-reaktivni oklop.
- HJ-8E: nadogradnja modela HJ-8B/C s novim raketnim motorom čime je domet povećan na 6 km. Ova inačica ušla je u službu sredinom 1990-ih. Sustav za kontrolu paljbe je digitaliziran te uključuje termalnu kameru te je namijenjen svim vremenskim uvjetima danju i noću. Težina antitenkovskog projektila HJ-8E iznosi 24,5 kg, ima domet od 4 km[5] te može uništiti tenkove s eksplozivno-reaktivnim oklopom.
- HJ-8L: model kod kojeg je smanjena ukupna težina, tako da L označava riječ light (hrv. lagan). Koristeći povratne informacije s Rata u Bosni, kod modela HJ-8E se vidjelo da je pretežak te da je potrebno dizajnirati laganiju inačicu koja će biti učinkovita kao i teži modeli. HJ-8L u lansirnoj cijevi može primiti dva projektila i to jedan manji s dometom od 3 km i jedan veći s dometom od 4 km. U sustav kontrole paljbe je postavljena nova mikroelektronika a sam sustav je proizveden od kompozitnih materijala čime je težina smanjena na 22,5 kg. HJ-8L mogu prenositi dva vojnika.
- HJ-8H: nadograđena inačica HJ-8E koja s modelom HJ-8L dijeli isti sustav kontrole paljbe te sustav za pohranu i lansiranje projektila. Koristeći nove projektile, HJ-8H je sposoban gađati kopnene ciljeve na udaljenosti od 6 km te zračne mete niske brzine (npr. helikoptere) s 4 km udaljenosti.
- Baktar-Shikan: riječ je o pakistanskoj licencnoj inačici s kraja 1990-ih[1] koja je prvi puta uspješno testirana u srpnju 1997.[6] Projektil i lansirni sustav mogu biti brzo rastavljeni u četiri manja dijela čime Baktar-Shikan postaje lako prijenosan. Pakistanska vojska je ovaj antitenkovski sustav montirala na vlastite oklopne transportere dok je modificirana zračna inačica postavljena na helikoptere AH-1 Cobra i druge helikoptere iz zračnog krila pakistanske kopnene vojske. Zemlja osim vlastite uporabe i izvozi Baktar-Shikan te za izvoznu inačicu tvrdi da u 90% slučajeva pogađa tenkovske mete te može penetrirati s 3 km udaljenosti.[8] Tako se Baktar-Shikan izvozio u Maleziju, Bangladeš i Šri Lanku.[9] Dostupan je i simulator za obuku operatera a koji simulira različite brzine mete, njihove udaljenosti i kutove. Pretpostavlja se da je Pakistan između 1990. i 2010. proizveo 20.350 Baktar-Shikan projektila.[10]

## Operativna uporaba
HJ-8 (vjerojatno pakistanska inačica Baktar-Shikan) su tijekom Rata u Bosni koristile snage Armije BiH u borbama protiv bosanskih Srba sredinom 1990-ih. Oružje se pokazalo učinkovitim u probijanju oklopa srpskih tenkova M-84.

## Korisnici
- NR Kina: Narodnooslobodilačka vojska (primarni korisnik).
- Albanija
- Bangladeš: oružje je naručeno 2001. te se koristi kao glavni antitenkovski projektil u bangladeškoj vojsci.[11]
- Bolivija
- Bosna i Hercegovina
- Ekvador
- Malezija
- Maroko: marokanska vojska koristi model HJ-8L.
- Pakistan: licencna proizvodnja pod nazivom Baktar-Shikan.
- Peru
- Sudan
- Šri Lanka
- Ujedinjeni Arapski Emirati[1]
- Urugvaj
- Zimbabve[12]

## Vanjske poveznice
- SinoDefence.com - Članak o HJ-8
- BD Military.com - Članak o Baktar Shikan/HJ-8  Arhivirana inačica izvorne stranice od 18. veljače 2021. (Wayback Machine)